# 马蒂亚斯·韦尔斯卢伊斯

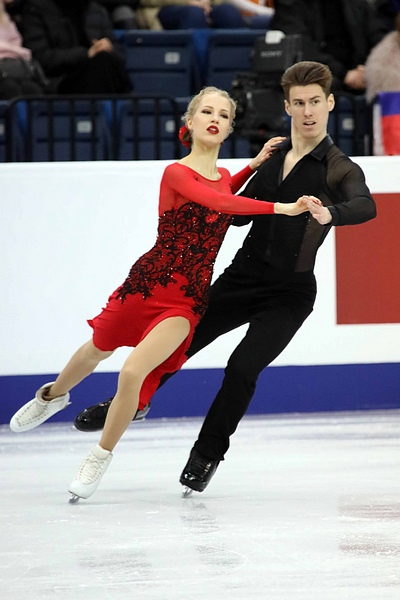
2019年时的图尔基拉和韦尔斯卢伊斯

马蒂亚斯·韦尔斯卢伊斯（芬蘭語：Matthias Versluis，1994年7月18日—），是芬兰花样滑冰运动员。他在2016年之前参加了个人滑冰比赛，自2016年起与尤利娅·图尔基拉一起参加冰舞比赛。
在2023年歐洲花式滑冰錦標賽中他和尤利娅·图尔基拉获得冰舞铜牌。